# Barbara Kingsolver
Barbara Kingsolver (Annapolis, Maryland; 8 de abril de 1955) es una novelista, ensayista y poeta estadounidense ganadora del premio Pulitzer. Sus obras ampliamente conocidas incluyen La Biblia envenenada, la historia de una familia misionera en el Congo; y Animal, vegetal, milagro, un relato de no ficción sobre los intentos de su familia de comer sobre la base de productos locales. En 2023, recibió el Premio Pulitzer de Ficción por la novela Demon Copperhead.  Su trabajo a menudo se centra en temas como la justicia social, la biodiversidad y la interacción entre los humanos y sus comunidades y entornos.
Kingsolver ha recibido numerosos premios, incluido el Premio al Logro Distinguido Richard C. Holbrooke 2011, el Premio Literario de la Paz de Dayton y la Medalla Nacional de Humanidades. Después de ganar por The Lacuna en 2010 y Demon Copperhead en 2023, Kingsolver se convirtió en la primera autora en ganar dos veces el Premio de Ficción Femenina.   Cada uno de sus libros publicados desde 1993 ha estado en la lista de los más vendidos del New York Times. 
Kingsolver se crio en la zona rural de Kentucky, vivió brevemente en el Congo en su primera infancia y actualmente vive en el área de los Apalaches de los Estados Unidos. Obtuvo títulos en biología, ecología y biología evolutiva en la Universidad DePauw y la Universidad de Arizona y trabajó como escritora independiente antes de comenzar a escribir novelas. En 2000, Kingsolver creó el Premio Bellwether para apoyar la "literatura sobre el cambio social".

## Biografía
Kingsolver nació en Annapolis, Maryland, en 1955 y creció en Carlisle, Kentucky.   Cuando Kingsolver tenía siete años, su padre, un médico, llevó a la familia a Leopoldville, Congo (ahora Kinsasa, República Democrática del Congo. Sus padres trabajaban en el sector de la salud pública y la familia vivía sin electricidad ni agua corriente.  
Después de graduarse de la escuela secundaria, Kingsolver asistió a la Universidad DePauw en Greencastle, Indiana, con una beca de música, estudiando piano clásico. Cambió su especialidad a biología después de darse cuenta de que "los pianistas clásicos compiten por seis puestos de trabajo al año, y el resto toca 'Blue Moon' en el lobby de un hotel".  Estuvo involucrada en activismo en su campus y participó en protestas contra la guerra de Vietnam.  Se graduó Phi Beta Kappa  con una Licenciatura en Ciencias en 1977 y se mudó a Francia durante un año antes de establecerse en Tucson, Arizona, donde vivió durante gran parte de las siguientes dos décadas. En 1980, se matriculó en la escuela de posgrado de la Universidad de Arizona,  donde obtuvo una maestría en ecología y biología evolutiva.  
En 1985 se casó con Joseph Hoffmann, su hija Camille nació en 1987.   Se mudó con su hija a Tenerife, en las Islas Canarias, durante un año durante la primera Guerra del Golfo, principalmente debido a la frustración por la participación militar de Estados Unidos.  Después de regresar a Estados Unidos en 1992, se separó de su marido. 
En 1994, Kingsolver recibió un doctorado honorario en letras de la Universidad DePauw.  Ese mismo año se casó con Steven Hopp, un ornitólogo, y en 1996 nació su hija Lily. En 2004, Kingsolver se mudó con su familia a una granja en el condado de Washington, Virginia.  En 2008, recibió un doctorado honorario en Letras Humanitarias de la Universidad de Duke, donde pronunció un discurso de graduación titulado "Cómo tener esperanza". 
A finales de la década de 1990, fue miembro fundador de Rock Bottom Remainders, una banda de rock and roll formada por escritores publicados. Otros miembros de la banda incluyeron a Amy Tan, Matt Groening, Dave Barry y Stephen King, y tocaron una semana al año. Kingsolver tocaba el teclado, pero ya no es un miembro activo de la banda. 
En una entrevista de 2010 con The Guardian, Kingsolver dijo: "Nunca quise ser famosa, y todavía no lo hago... el universo me recompensó con lo que más temía". Dijo que creó su propio sitio web sólo para competir con una gran cantidad de sitios falsos "como defensa para proteger a mi familia de la desinformación". 
Kingsolver vive en el área de los Apalaches en los Estados Unidos. Dijo en 2020 que las élites artísticas generalmente consideran a la América rural con "una profunda antipatía". 

## Carrera literaria

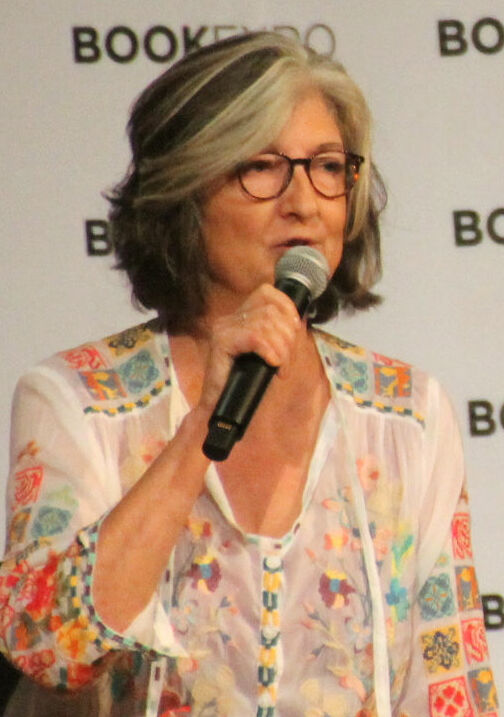
Kingsolver hablando en BookExpo America en 2018

Kingsolver comenzó su carrera de escritora a tiempo completo a mediados de la década de 1980 como escritora científica para la Universidad de Arizona, lo que finalmente la llevó a escribir artículos independientes, incluidas muchas historias de portada para el semanario alternativo local, el Tucson Weekly.   Comenzó su carrera escribiendo ficción después de ganar un concurso de cuentos en un periódico local de Phoenix. 
La primera novela de Kingsolver, Árboles de judías, se publicó en 1988 y contaba la historia de una joven que deja Kentucky para ir a Arizona, adoptando en el camino a un niño abandonado; Lo escribió por la noche mientras estaba embarazada de su primer hijo y luchaba contra el insomnio.  Su siguiente obra de ficción, publicada en 1990, fue Patria y otras historias, una colección de cuentos sobre una variedad de temas que exploran diversos temas, desde la evolución de las tierras ancestrales y culturales hasta las luchas del matrimonio. 
La novela Los sueños de los animales también se publicó en 1990,  seguida de Praderas en el cielo, la secuela de Árboles de judías, en 1993.  Todos los libros que Kingsolver ha escrito desde Praderas en el cielo han estado en la lista de los más vendidos del New York Times. 
La Biblia envenenada, publicada en 1998, una de sus obras más conocidas, narra la vida de la esposa y las hijas de un misionero bautista en una misión cristiana en África.  Aunque el escenario de la novela es algo similar a la propia infancia de Kingsolver en la República Democrática del Congo (entonces "la República Democrática del Zaire"), la obra no es autobiográfica.  La novela fue elegida como una selección del Club de lectura de Oprah,  ganó el Premio Nacional del Libro de Sudáfrica y fue preseleccionada tanto para el Premio Pulitzer como para el Premio PEN/Faulkner. 
Su siguiente novela, publicada en 2000, fue Verano prodigio, ambientada en el sur de los Apalaches.  En 2000, el presidente estadounidense Bill Clinton le concedió la Medalla Nacional de Humanidades. 
Kingsolver escribió un artículo de opinión en Los Angeles Times tras el bombardeo estadounidense de Afganistán tras los atentados del 11 de septiembre, que recibió críticas. Ella escribió: "Me siento como si estuviera parada en un patio de recreo donde los niños pequeños se gritan unos a otros: '¡Él empezó!' y tirando piedras que siguen sacando otro ojo, otro diente. Sigo buscando a la madre de alguien que aparece en escena diciendo: '¡Chicos! ¡Chicos! ¿Quién empezó esto no puede ser el problema aquí? La gente está resultando herida '   Según algunos relatos, fue "denunciada como traidora", pero se recuperó de estas acusaciones y luego escribió sobre ellas. 
A partir de abril de 2005, Kingsolver y su familia pasaron un año haciendo todo lo posible para consumir alimentos producidos lo más localmente posible.  Al vivir en su granja en la zona rural de Virginia, cultivaban gran parte de sus propios alimentos y obtenían la mayor parte del resto de sus vecinos y otros agricultores locales.  Kingsolver, su esposo y su hija mayor relataron sus experiencias de ese año en el libro Animal, vegetal, milagro: Un año de comida natural, publicado en 2007. Aunque se hicieron excepciones con los ingredientes básicos que no estaban disponibles localmente, como el café y el aceite de oliva, la familia cultivaba hortalizas, criaba ganado, elaboraba queso y conservaba gran parte de su cosecha.   Animal, vegetal, milagro ganó el Premio de la Fundación James Beard 2008.
Con The Lacuna, publicada en 2009, Kingsolver recibió su primer Premio Femenino de Ficción por la novela en 2010. La obra ganó el Premio de Ficción Femenina de 2010.  Comportamiento de vuelo se publicó en 2012. Explora temas ambientales y destaca los efectos potenciales del calentamiento global en la mariposa monarca. 
En 2011, Kingsolver fue el primer ganador del Premio Literario de la Paz de Dayton Richard C. Holbrooke Premio al Logro Distinguido. El premio recién instituido rinde homenaje al diplomático estadounidense que desempeñó un papel fundamental en la negociación de los Acuerdos de Dayton en 1995.  En 2014, Kingsolver recibió el premio Lifetime Achievement Award de la Biblioteca de Virginia. El premio reconoce las contribuciones destacadas y duraderas a la literatura de un virginiano.  En 2018, la Biblioteca de Virginia la nombró una de las Mujeres de Virginia en la Historia. 
Unsheltered se publicó en 2018 y sigue a dos familias en Vineland, Nueva Jersey, una en el siglo XIX y la otra después del huracán Sandy. Su último libro, publicado en 2022, es Demon Copperhead. La novela se inspiró en David Copperfield y está ambientada en el sur de los Apalaches. En 2023, Demon Copperhead recibió el Premio Pulitzer de Ficción 2023 junto con Hernan Díaz Fortuna, la primera vez que el premio se compartió en su historia.
Kingsolver también es una poeta y ensayista. Se han publicado dos de sus colecciones de ensayos, High Tide in Tucson (1995) y Small Wonder (2003), y en 1998 se publicó una antología de su poesía con el título Another America. Su ensayo "Dónde empezar" aparece en la antología Knitting Yarns: Writers on Knitting (2013), publicada por W. W. Norton & Company. Su poesía en prosa también acompañó fotografías de Annie Griffiths Belt en una obra de 2002 titulada Last Stand: America's Virgin Lands. 
Sus principales obras de no ficción incluyen su publicación de 1990 Holding the Line: Women in the Great Arizona Mine Strike de 1983  y Animal, vegetal, milagro, de 2007.  También ha publicado como periodista científica en revistas como Economic Botany sobre temas como plantas del desierto y recursos biológicos.  

## Premio Bellwether
En 2000, Kingsolver creó el Premio Bellwether de Ficción. El premio literario, que lleva el nombre del referente, apoya a escritores cuyas obras resaltan el cambio social positivo.  El premio se otorga a un ciudadano estadounidense por una obra de ficción inédita que aborda cuestiones de justicia social. El Premio Bellwether se otorga en años pares e incluye una publicación importante garantizada y un premio en efectivo de 25.000 dólares estadounidenses, financiado en su totalidad por Kingsolver.  Ha declarado que quería crear un premio literario para "alentar a escritores, editores y lectores a considerar cómo la ficción aborda visiones de cambio social y justicia humana".  En mayo de 2011, el PEN American Center anunció que se haría cargo de la administración del premio, que se conocerá como Premio PEN/Bellwether de ficción socialmente comprometida. 

## Estilo y temas
Kingsolver ha escrito novelas en estilos narrativos tanto en primera como en tercera persona, y con frecuencia emplea narrativas superpuestas. 
Kingsolver escribe a menudo sobre lugares y situaciones que le resultan familiares; Muchas de sus historias se basan en lugares donde ha vivido, como África Central, Arizona y los Apalaches. Ha declarado que sus novelas no son autobiográficas, aunque a menudo hay puntos en común entre su vida y su obra.  Su trabajo es a menudo fuertemente idealista  y ha sido llamado una forma de activismo. 
Sus personajes con frecuencia se escriben en torno a luchas por la igualdad social, como las dificultades que enfrentan los inmigrantes indocumentados, los trabajadores pobres y las madres solteras.  Otros temas comunes en su trabajo incluyen el equilibrio de la individualidad con el deseo de vivir en una comunidad, y la interacción y el conflicto entre los humanos y los ecosistemas en los que viven.  Se ha dicho que Kingsolver utiliza prosa y narrativas atractivas para hacer que los acontecimientos históricos, como las luchas del Congo por la independencia, sean más interesantes y atractivos para el lector medio. 

## Premios y honores
- 1993 Premio del Libro Los Angeles Times (por Praderas en el cielo)
- 2000 Medalla Nacional de Humanidades [49]
- Premio de la Unión de Libertades Civiles de Arizona [50]
- 2010 Premio Mujer de Ficción (por The Lacuna) [51]
- Premio al Logro Distinguido Richard C. Holbrooke del Premio Literario de la Paz de Dayton 2011
- 2014 Premio a la Trayectoria otorgado por la Biblioteca de Virginia. [52]
- 2018 Mujeres de Virginia en la historia [53]
- Premio James Tait Black de ficción 2022 (por Demon Copperhead) [54]
- Premio Pulitzer de ficción 2023 (por Demon Copperhead) [55] [56]
- 2023 Premio femenino de ficción (por Demon Copperhead) [3]

### Ficción
- Árboles de judías, 1988, 1st UK edition 1989, Limited edition (200) 1992
- Homeland and Other Stories, 1989
- Los sueños de los animales, 1990
- Praderas en el cielo, 1993
- La Biblia envenenada, 1998
- Verano prodigio, 2000
- The Lacuna, 2009
- Conducta migratoria, 2012
- Unsheltered, 2018
- Demon Copperhead, 2022

### Ensayos
- High Tide in Tucson: Essays from Now or Never, 1995
- Small Wonder: Essays, 2002

### Poesía
- Another America, 1992
- How to Fly (In Ten Thousand Easy Lessons), 2020

### No ficción
- Holding the Line: Women in the Great Arizona Mine Strike of 1983, 1989, ISBN 9780875461564
- Last Stand: America's Virgin Lands, 2002 (con la fotógrafa Annie Griffiths Belt) ISBN 9780792269090
- Animal, vegetal, milagro: Un año de comida natural, 2007, (con Steven L. Hopp y Camille Kingsolver) ISBN 9780062653055 [57]